# Geneviève Joy
Geneviève Joy   (Bernaville, 4 d'octubre de 1919 - 13è districte de París, 27 de novembre de 2009) va ser una pianista clàssica i modernista francesa que, al final de la Segona Guerra Mundial el 1945, va formar un duo-piano amb Jacqueline Robin, aclamat per l'associació crítica. Aquest duo va durar quaranta-cinc anys, fins al 1990. El compositor Henri Dutilleux, amb qui es va casar el 1946, li va dedicar la seva Sonata per a piano, que va gravar per a "Erato Records" el 1988.
Nativa de la petita comuna de Bernaville al departament de Somme a la regió de Picardia del nord de França, Geneviève era filla de Lina Breton de Bernaville i del seu marit irlandès Charles Joy que va servir a l'exèrcit britànic durant la Primera Guerra Mundial. Geneviève Joy va ser una infant prodigi del piano que va ser acceptada al Conservatori de París de renom mundial el 1932 als 12 anys.
El 1982, va formar part del jurat del Concurs Internacional de "Piano Paloma O'Shea a Santander".
Va morir mentre dormia en un hospital de París vuit setmanes després del seu 90è aniversari.